# Grotta a Male
(Francesco De Marchi, Trattato di Architettura Militare, 1574)
La Grotta a Male, anticamente Grotta Amare (in dialetto aquilano, “impervia” o “difficile”), è una grotta carsica situata nella valle del Vasto, nei pressi di Assergi, nel territorio del comune dell'Aquila. È ricompresa all'interno del parco nazionale del Gran Sasso e Monti della Laga.
Venne esplorata da Francesco De Marchi il 20 agosto 1573, il giorno dopo la sua ascensione al Corno Grande del Gran Sasso d'Italia. È pertanto considerata la prima cavità esplorata in senso speleologico in Italia e per questo è stata omaggiata venendo rappresentata sul primo annullo postale figurativo dedicato alla speleologia dell'8 dicembre 1973. Nel XX secolo all'interno della grotta sono stati poi eseguiti scavi archeologici — condotti da Ugo Rellini negli anni Trenta, da Sergio Pannuti negli anni Settanta e da Vincenzo D'Ercole negli anni Novanta — che hanno portato alla luce stratigrafie risalenti al Neolitico, all'Eneolitico ed all'Età del Bronzo. La grotta era utilizzata sia come luogo di culto e sepoltura sia per la lavorazione dei metalli; al suo interno sono stati rinvenuti i resti di una fornace per la fusione del bronzo.
La grotta è fornita di illuminazione e di un percorso attrezzato, assai tortuoso e pertanto consigliato solamente a gruppi equipaggiati. Il percorso attraversa numerosi ambienti (tra cui l'iniziale Sala del Tronco, la Sala dell'Organo così chiamata per via del suono prodotto dall'acqua e la Sala della Croce per via di una croce incisa sulle pareti dal De Marchi durante la sua esplorazione) e alcuni laghi, sviluppandosi per una lunghezza complessiva di 480 metri e con una profondità massima di 84 metri. La temperatura interna è di circa 12 °C mentre l’umidità relativa è superiore al 90%.